# حديقة جرفين (إستاد)
حديقة جرفين هو ملعب لكرة القدم في برينتفورد (Brentford)، ويقع في هاونزلو، لندن. وقد كان هذا هو موطن نادي برينتفورد الفائز بـدوري البطولة الإنجليزية منذ أن تم بناؤه في عام 1904. تقع الأرض في منطقة سكنية في الغالب ويشتهر بأنه ملعب كرة القدم الإنجليزي الوحيد الذي يحتوي على حانة في كل زاوية. يحصل الإستاد على اسمه من الـغرفين، واردة في الشعار من مصنع فولير بيرة (Fuller's Brewery)، والتي في وقت ما كانت مالكة للبستان الذي بُني عليه الملعب.

## روابط خارجية
- Map sources for Griffin Park can be seen as a square on the west side of Ealing Road (i.e. left side on the map). It may be labelled Brentford FC rather than Griffin Park.